# Italiaanse Gebarentaal

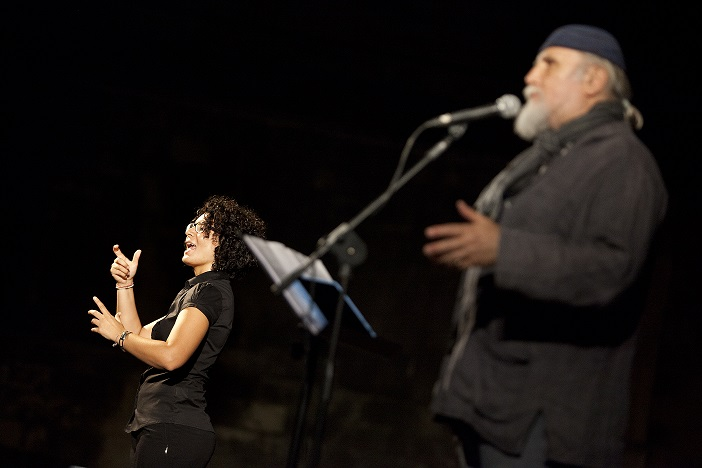
Vertolking op SoundMakers in 2013

De Italiaanse Gebarentaal (Italiaans: Lingua dei Segni Italiana, LIS) is een gebarentaal die in Italië, San Marino en Zwitserland wordt gebruikt in de communicatie onder Italiaanstalige doven en tussen doven en horenden.
Italiaanse Gebarentaal wordt gebruikt door ongeveer 40.000 van de 70.000 doven in Italië en San Marino en door ongeveer 300 tolken. In Zwitserland is het Italiaans een minderheidstaal. De Zwitsers-Italiaanse Gebarentaal, een onderdeel van de Italiaanse Gebarentaal, wordt door ongeveer 200 van de 10.000 doven gebruikt. Er zijn zeven tolken voor deze taal.
Net als in Nederland bestaat er ook een variant waarbij Italiaanse Gebarentaal met Italiaans gecombineerd wordt, de lexicon van gebarentaal en het grammatica van gesproken Italiaans: Italiaans met Gebaren. Deze variant is geen taal en maakt ook geen onderdeel uit van Italiaanse Gebarentaal.
De Italiaanse Gebarentaal was begin 2015 nog niet officieel erkend; de tegenstanders hadden daarbij aangevoerd dat de taal geen grammatica bevat, ondanks het gegeven dat een taal per definitie niet zonder grammatica kan. Meerdere onderzoeken hebben reeds aangetoond dat LIS een echte taal is.
|                                          |                                          |                                          |                                          |                                          |                                          |  |  |                                     |                                     |                                     |                                     |                                     |                                     |  |  |                                              |                                              |                                              |                                              | Oude Franse Gebarentaal (beïnvloed door l'Épée ca. 1760–1789) |                                              |  |  |                                      |                                      |                                      |                                      |                                      |                                      |  |  |                                          |                                          |                                          |                                          |                                          |                                          |  |  |                                         |                                         |                                         |                                         |                                         |                                         |
|                                          |                                          |                                          |                                          |                                          |                                          |  |  |                                     |                                     |                                     |                                     |                                     |                                     |  |  |                                              |                                              |                                              |                                              |                                                               |                                              |  |  |                                      |                                      |                                      |                                      |                                      |                                      |  |  |                                          |                                          |                                          |                                          |                                          |                                          |  |  |                                         |                                         |                                         |                                         |                                         |                                         |
|                                          |                                          |                                          |                                          |                                          |                                          |  |  |                                     |                                     |                                     |                                     |                                     |                                     |  |  |                                              |                                              |                                              |                                              |                                                               |                                              |  |  |                                      |                                      |                                      |                                      |                                      |                                      |  |  |                                          |                                          |                                          |                                          |                                          |                                          |  |  |                                         |                                         |                                         |                                         |                                         |                                         |
|                                          |                                          |                                          |                                          |                                          |                                          |  |  |                                     |                                     |                                     |                                     |                                     |                                     |  |  |                                              |                                              |                                              |                                              | Belgische Gebarentaal (ca. 1790–2000)                         |                                              |  |  |                                      |                                      |                                      |                                      |                                      |                                      |  |  |                                          |                                          |                                          |                                          |                                          |                                          |  |  |                                         |                                         |                                         |                                         |                                         |                                         |
|                                          |                                          |                                          |                                          |                                          |                                          |  |  |                                     |                                     |                                     |                                     |                                     |                                     |  |  |                                              |                                              |                                              |                                              |                                                               |                                              |  |  |                                      |                                      |                                      |                                      |                                      |                                      |  |  |                                          |                                          |                                          |                                          |                                          |                                          |  |  |                                         |                                         |                                         |                                         |                                         |                                         |
|                                          |                                          |                                          |                                          |                                          |                                          |  |  |                                     |                                     |                                     |                                     |                                     |                                     |  |  |                                              |                                              |                                              |                                              |                                                               |                                              |  |  |                                      |                                      |                                      |                                      |                                      |                                      |  |  |                                          |                                          |                                          |                                          |                                          |                                          |  |  |                                         |                                         |                                         |                                         |                                         |                                         |
| Amerikaanse Gebarentaal (ca. 1820–heden) | Amerikaanse Gebarentaal (ca. 1820–heden) | Amerikaanse Gebarentaal (ca. 1820–heden) | Amerikaanse Gebarentaal (ca. 1820–heden) | Amerikaanse Gebarentaal (ca. 1820–heden) | Amerikaanse Gebarentaal (ca. 1820–heden) |  |  | Franse Gebarentaal (ca. 1790–heden) | Franse Gebarentaal (ca. 1790–heden) | Franse Gebarentaal (ca. 1790–heden) | Franse Gebarentaal (ca. 1790–heden) | Franse Gebarentaal (ca. 1790–heden) | Franse Gebarentaal (ca. 1790–heden) |  |  | Frans-Belgische Gebarentaal (ca. 1970–heden) | Frans-Belgische Gebarentaal (ca. 1970–heden) | Frans-Belgische Gebarentaal (ca. 1970–heden) | Frans-Belgische Gebarentaal (ca. 1970–heden) | Frans-Belgische Gebarentaal (ca. 1970–heden)                  | Frans-Belgische Gebarentaal (ca. 1970–heden) |  |  | Vlaamse Gebarentaal (ca. 1970–heden) | Vlaamse Gebarentaal (ca. 1970–heden) | Vlaamse Gebarentaal (ca. 1970–heden) | Vlaamse Gebarentaal (ca. 1970–heden) | Vlaamse Gebarentaal (ca. 1970–heden) | Vlaamse Gebarentaal (ca. 1970–heden) |  |  | Nederlandse Gebarentaal (ca. 1790–heden) | Nederlandse Gebarentaal (ca. 1790–heden) | Nederlandse Gebarentaal (ca. 1790–heden) | Nederlandse Gebarentaal (ca. 1790–heden) | Nederlandse Gebarentaal (ca. 1790–heden) | Nederlandse Gebarentaal (ca. 1790–heden) |  |  | Italiaanse Gebarentaal (ca. 1830–heden) | Italiaanse Gebarentaal (ca. 1830–heden) | Italiaanse Gebarentaal (ca. 1830–heden) | Italiaanse Gebarentaal (ca. 1830–heden) | Italiaanse Gebarentaal (ca. 1830–heden) | Italiaanse Gebarentaal (ca. 1830–heden) |